# S/S Bjørn
S/S Bjørn beställdes av Randers Havnevæsen som bogserbåt och isbrytare för att ersätta den äldre S/S Uller från 1881. Hon byggdes av Seebeckwerft i Bremerhaven i Tyskland och levererades i Randers den 4 februari 1909.
Hon hade fram till slutet av 1920-talet rätt att ta upp till omkring 200 passagerare.
S/S Bjørn ersattes i Randers hamn av den nybyggda dieseldrivna isbrytande bogserbåten Jens Ove i januari 1981 och donerades till Foreningen til Gamle Skibes Bevarelse, Dansk Veteranskibsklub. Hon är numera museifartyg, drivs av Dansk Veteranskibsklub S/S Bjørn, har hemmahamn i Helsingør och seglar i chartertrafik.